# Трансметрополітан
Трансметрополітан (англ. Transmetropolitan) - серія коміксів у стилі кіберпанк, яка була написана Ворреном Еллісом та намальована Деріком Робертсом, опублікована видавництвом  DC Comics. Спочатку серія видавалася під маркою Helix, яка належить DC Comics, але по закінченні першого року серія перейшла до Vertigo, право на публікування під маркою Helix було скасоване. В серії коміксів ведеться розповідь про боротьбу Спайдера Єрусалима, сумнозвісного гонзо-журналіста майбутнього, прототипом якого є засновник гонзо-журналістики Гантер С. Томпсон. Спайдер Єрусалим присвячує себе боротьбі з корупцією і зловживанням владою двох президентів США; він і його «брудні помічники» прагнуть зберегти свій світ від перетворення в більшу дистопію, ніж вона вже є, маючи в арсеналі славу і репутацію, здобуту своїми статтями.
Щомісячна серія почалася в липні 1997 року і закінчилася у вересні 2002. Серія пізніше була передрукована в десяти томах з м'якою обкладинкою, куди окрім самої серії також увійшли два спеціальних видання (I Hate It Here та Filth of the City) з текстом написаним по характеру Спайдера Єрусалима і проілюстровані широким колом художників.
У 2015 році розпочалося перевидання серії у твердій обкладинці у форматі Absolute Edition.

## Історія
На початку оповідання Спайдер Єрусалим — довговолосий відлюдник. Він живе у горах, переїхавши сюди з Міста. Таке життя він веде ось уже п'ять років. Прожиток собі видобуває письменницьким ремеслом. Тим не менш через непереборну лінь на ньому повисає борг у дві книги. Через це видавець, про якого Спайдер відгукується виключно недруковано, загрожує засудити його. Єрусалим змушений скласти речі в машину і поїхати на південь — назад, в Місто. Місце, яке уособлює консумерізм, секс, насильство і наркотики. Назва Міста в коміксах ніколи не згадується. Але оскільки там присутня статуя, дуже схожа на Статую Свободи, швидше за все це Нью-Йорк. Місто є найбільшим у світі, це також політичний і соціокультурний центр. Єрусалим повертається на роботу до свого старого видавця і партнера Мітчелла Ройса. Останній до початку оповіді працює редактором «Ворд», найбільшої газети Міста. Перше завдання Спайдера полягає у висвітленні спроби сепаратистського відділення від Міста району Енджелс-8. Спроба проводиться рухом трансаєнтів (групи людей, які здійснюють над собою генетичні модифікації, базовані на ДНК прибульців, з метою еволюції в інший вид істот), очолюваних Фредом Христом. Колишній менеджер рок-групи і імперсаріо, на думку багатьох схожий на Малькома МакЛарена, він є старим знайомим Спайдера. Єрусалиму вдається зупинити безлади і подальше за ними свавільство правоохоронців, після чого його жорстоко б'ють на шляху додому поліцейські.
Перша з двох сюжетних ліній концентрується на взаєминах Єрусалиму з поточним президентом, людиною на прізвисько «Звір», проте надалі на перший план виходить його конкурент на майбутніх виборах. Незабаром у Спайдера з'являються дві помічниці, Олена Россіні і Шеннон Ярроу (зазвичай званими Спайдер «брудними помічниками»), які допомагають йому в боротьбі.

## Видавництва
Спочатку серія видавалася під маркою Helix, що спеціалізується на науковій фантастиці і належить DC Comics. Коли підрозділ було закрито, Трансметрополітан став єдиною серією Helix, яку не скасували. Серію починаючи з номера 13 продовжили видавати під маркою Vertigo. Всі томи коміксу пізніше було перевидано Vertigo.

## Видання українською
Перший том серії вийшов українською у перекладі Марини Дубини, Ольги Любарської та Єфрема Ліхтенштейна у видавництві «Рідна Мова» в листопаді 2021 року.

## Екранізації
Воррен Елліс і Дерік Робертсон не раз говорили про можливу екранізацію Трансметрополітан. У лютому 2003 року співавтори безуспішно намагалися продати права компанії Flying Freehold. Пізніше вони висловили ідею створення анімаційного онлайн-серіалу, в якому Спайдера повинен був озвучувати Патрік Стюарт, але проєкт так і не був реалізований. За словами співавторів, якщо їх робота коли-небудь буде екранізована, то в головній ролі вони хотіли б бачити Тіма Рота.